# Jozias Lepoeter

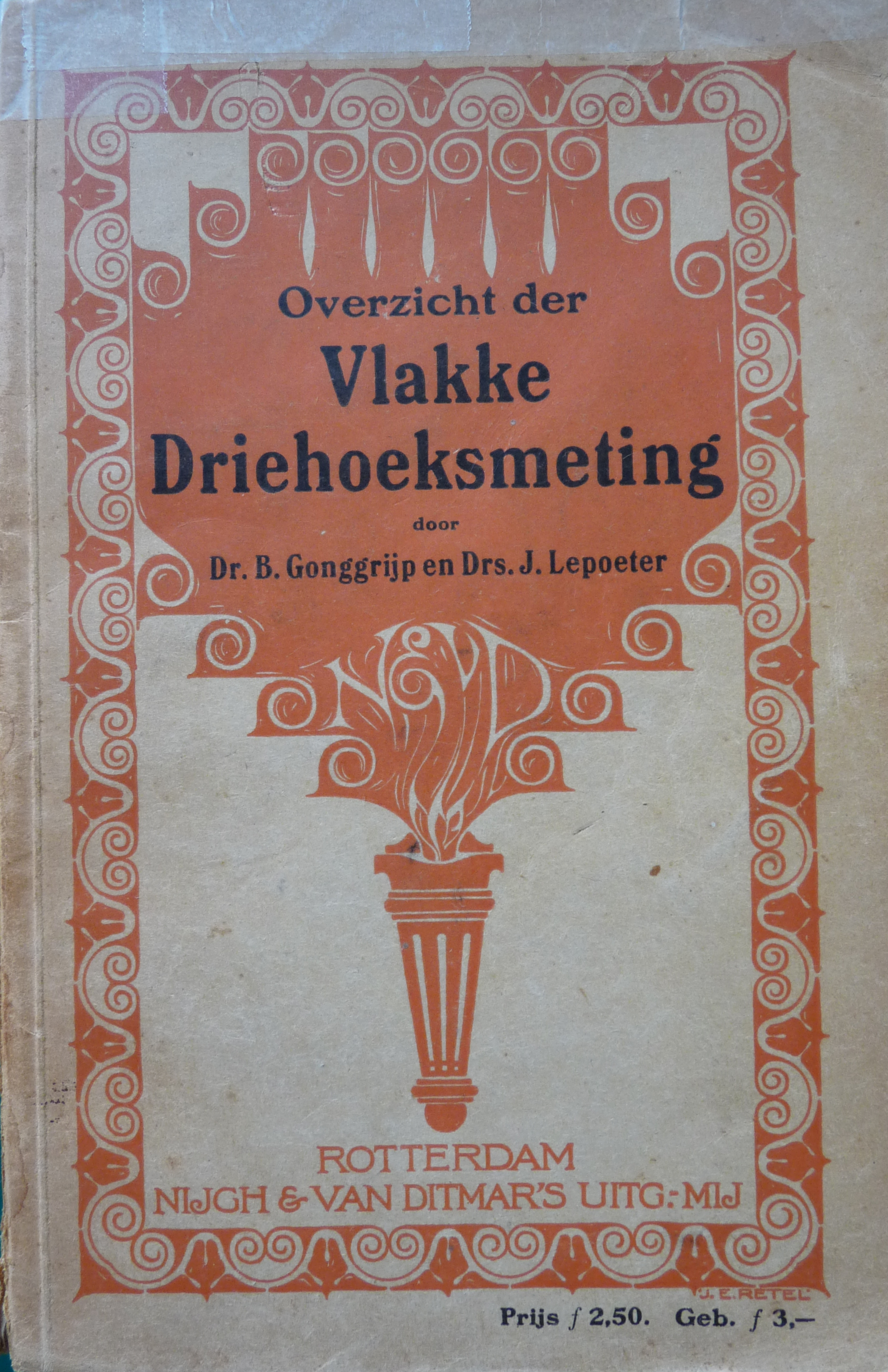
Gonggrijp en Lepoeter - overzicht der Vlakke Driehoeksmeting, 1924

Jozias Lepoeter (Kapelle, 29 juni 1880 – Amsterdam, 25 januari 1941) was een Nederlands wiskundeleraar en schrijver van wiskundeleerboeken voor het middelbaar onderwijs.

## Biografie
Jozias Lepoeter werd op 29 juni 1880 geboren te Kapelle als zoon van een schoenmaker. Hij werd leraar wiskunde, eerst in Goes, later in Baarn en Den Haag en vanaf 1904 aan de HBS te Hilversum. Hij studeerde vanaf 1907 aan de Universiteit Utrecht waar hij in 1914 zijn doctoraal wis- en natuurkunde haalde. In 1915 kreeg hij een betrekking als leraar wis- en natuurkunde aan de tweede HBS met 5-jarige cursus, Roelof Hartstraat 1 te Amsterdam Oud-Zuid. Hij schreef daar in de periode 1923-1924, samen met zijn HBS-collega dr. B. Gonggrijp, twee wiskundeleerboeken.
Jozias Lepoeter had een zoon Paul Eduard die ook wiskundeleraar was. 

## Boeken
- Beknopt Leerboek der Beschrijvende Meetkunde, uitgeverij Nijgh & Van Ditmar’s Uitgevers-Maatschappij Rotterdam (1923) - samen met dr. B. Gonggrijp
- Overzicht der Vlakke Driehoeksmeting, uitgeverij Nijgh & Van Ditmar’s Uitgevers-Maatschappij Rotterdam (1924) - samen met dr. B. Gonggrijp